# KARMOL LNGT Powership Africa
KARMOL LNGT Powership Africa – плавуча установка з регазифікації та зберігання (Floating storage and regasification unit, FSRU) зрідженого природного газу (ЗПГ), створена для компанії KARMOL.

## Загальні дані
Судно спорудили в 1994 році як ЗПГ-танкер Dwiputra на верфі японської Mitsubishi Heavy Industries у Кобе.
Наприкінці 2010-х танкер викупила компанія KARMOL, що належить на паритетних засадах японській судноплавній Mitsui OSK Lines та турецькій Karadeniz. Остання створила перший у світі флот плаваючих електростанції, при цьому в окремих випадках їх було доцільно доповнювати потужностями, що дозволили б використовувати природний газ у регіонах з відсутністю відповідної інфраструктури. Як наслідок, Dwiputra пройшло на сінгапурській верфі Sembcorp Marine переобладнання у плавучу установку з регазифікації та зберігання ЗПГ і отримало нову назву KARMOL LNGT Powership Africa.
Розміщена на борту судна регазифікаційна установка здатна видавати від 0,4 до 8,5 млн м3 на добу, а зберігання ЗПГ відбувається у резервуарах загальним об’ємом 125470 м3. За необхідності, судно може продовжувати використовуватись як звичайний ЗПГ-танкер.

## Історія служби
В червні 2022 року KARMOL LNGT Powership Africa розпочало роботу у Сенегалі на ЗПГ терміналі в Дакарі. На липень того ж року було запланована перша операція із поповнення запасів ЗПГ.